# Battlefield 1
Battlefield 1 — відеогра, шутер від першої особи, розроблена EA DICE і видана Electronic Arts. Battlefield 1 — п'ятнадцята частина в серії Battlefield. Вона вийшла для Microsoft Windows, PlayStation 4 і Xbox One 21 жовтня 2016 року.
Battlefield 1 отримала позитивні відгуки критиків, які відмітили поліпшення, в порівнянні з попередніми іграми серії, Battlefield 4 і Battlefield Hardline. Велика частина похвали була спрямована на тему Першої світової війни, однокористувацької кампанії, мультиплеєрних режимів, візуальних ефектів і звуку. Гра має комерційний успіх — продалося понад 15 мільйонів екземплярів. Сиквел — Battlefield V, був анонсований 23 травня 2018 року і вийшов 20 листопада 2018 року.

## Сюжет
Однокористувацька кампанія Battlefield 1 відбувається під час Першої світової війни у шести різних «історіях війни», які обертаються навколо різних людей у різних аспектах Великої війни в таких кампаніях, як італійські Альпи та пустелі Аравії. На відміну від минулих внесків, історія пропонує набагато більшу пісочницю, що дозволяє гравцям мати більший вибір та різноманітність у підході до різних ситуацій.
В одиночній грі є записи Codex, які вимагають виконання певних дій для розблокування. Після отримання Кодекси дають гравцям уявлення про історію Першої світової війни. Польові посібники — це колекційні предмети, які можна знайти у кожній історії війни. Ящики для зброї також повертаються, пропонуючи різноманітну зброю та гаджети, які можуть значно вплинути на ігровий процес, дозволяючи гравцям змінювати тактику залежно від ситуації. Ящики також мають ексклюзивні варіанти зброї для одного гравця.

### Місії
| Назва                          | Головний герой                                | Місце                   | Мета                                                                                |
| ------------------------------ | --------------------------------------------- | ----------------------- | ----------------------------------------------------------------------------------- |
| Завдання №1. Сталеві грози     |                                               |                         |                                                                                     |
| Пролог                         | Ітан Клейборн Альфред Карлайл Греді Армстронг | Франція                 | Обороняти точку, відстрілюючись від хвиль німецьких солдатів.                       |
| Завдання №2. Крізь бруд і кров |                                               |                         |                                                                                     |
| З усіх сил                     | Деніел Едвардс                                | Рибекур, Франція        | Захопити 3 точки. Знищити ворожу артилерію.                                         |
| Туман війни                    | Деніел Едвардс                                | Бурлон, Франція         | Провести «Mark V» через Бурлонській ліс.                                            |
| Несправність                   | Деніел Едвардс                                | Бурлон, Франція         | Знайти і замінити свічки запалювання для танка «Mark V».                            |
| Сталь на сталь                 | Деніел Едвардс                                | Бурлон, Франція         | Просуватись по селу в Бурлоні. Знищити сили контратаки.                             |
| Завдання №3. Друзі з вищих кіл |                                               |                         |                                                                                     |
| Пробний політ                  | Клайд Блекберн                                | Вогези, Франція         | Навчитися польотам на літаку.                                                       |
| Тотальна війна                 | Клайд Блекберн                                | Вогези, Франція         | Розібратися з ППО ворога, розчистивши тим самим дорогу для ваших бомбардувальників. |
| Падіння з небес                | Клайд Блекберн                                | Вогези, Франція         | Покинути зону противника і повернутися на союзну територію.                         |
| Forte et fidele                | Клайд Блекберн                                | Лондон, Велика Британія | Утримувати німецьку авіацію до приходу союзників.                                   |
| Завдання №4. Вперед, Савоя     |                                               |                         |                                                                                     |
| «Або переможемо...»            | Лука Вінченцо Коччола                         | Доломіти, Італія        | Захопити церкву святої Анастасії. Розібратися з зенітками.                          |
| «...або всі загинемо»          | Лука Вінченцо Коччола                         | Доломіти, Італія        | Знайти брата, Маттео.                                                               |
| Завдання №5. Посильний         |                                               |                         |                                                                                     |
| Мис Геллес                     | Фрідріх Бішоп                                 | Галліполі, Туреччина    | Захопити Геллеський пляж.                                                           |
| Без зв'язку                    | Фрідріх Бішоп                                 | Галліполі, Туреччина    | Захистити лінію фронту.                                                             |
| Бережи себе                    | Фрідріх Бішоп                                 | Галліполі, Туреччина    | Досягти вершини форту «Небет».                                                      |
| Завдання №6. Ніщо не визначено |                                               |                         |                                                                                     |
| Сховатися у всіх на очах       | Зара Гуфран                                   | Межиріччя, Ірак, Сирія  | Знайти книгу кодів.                                                                 |
| Робота для молодих             | Зара Гуфран                                   | Межиріччя, Ірак, Сирія  | Відправити 3 фальшивих повідомлення.                                                |
| Слухай пустелю                 | Зара Гуфран                                   | Межиріччя, Ірак, Сирія  | Очистити село від ворогів. Знищити бронепоїзд.                                      |